# Arctomecon merriamii
Arctomecon merriamii är en vallmoväxtart som beskrevs av Frederick Vernon Coville. Arctomecon merriamii ingår i släktet Arctomecon och familjen vallmoväxter. Inga underarter finns listade i Catalogue of Life.

## Bildgalleri

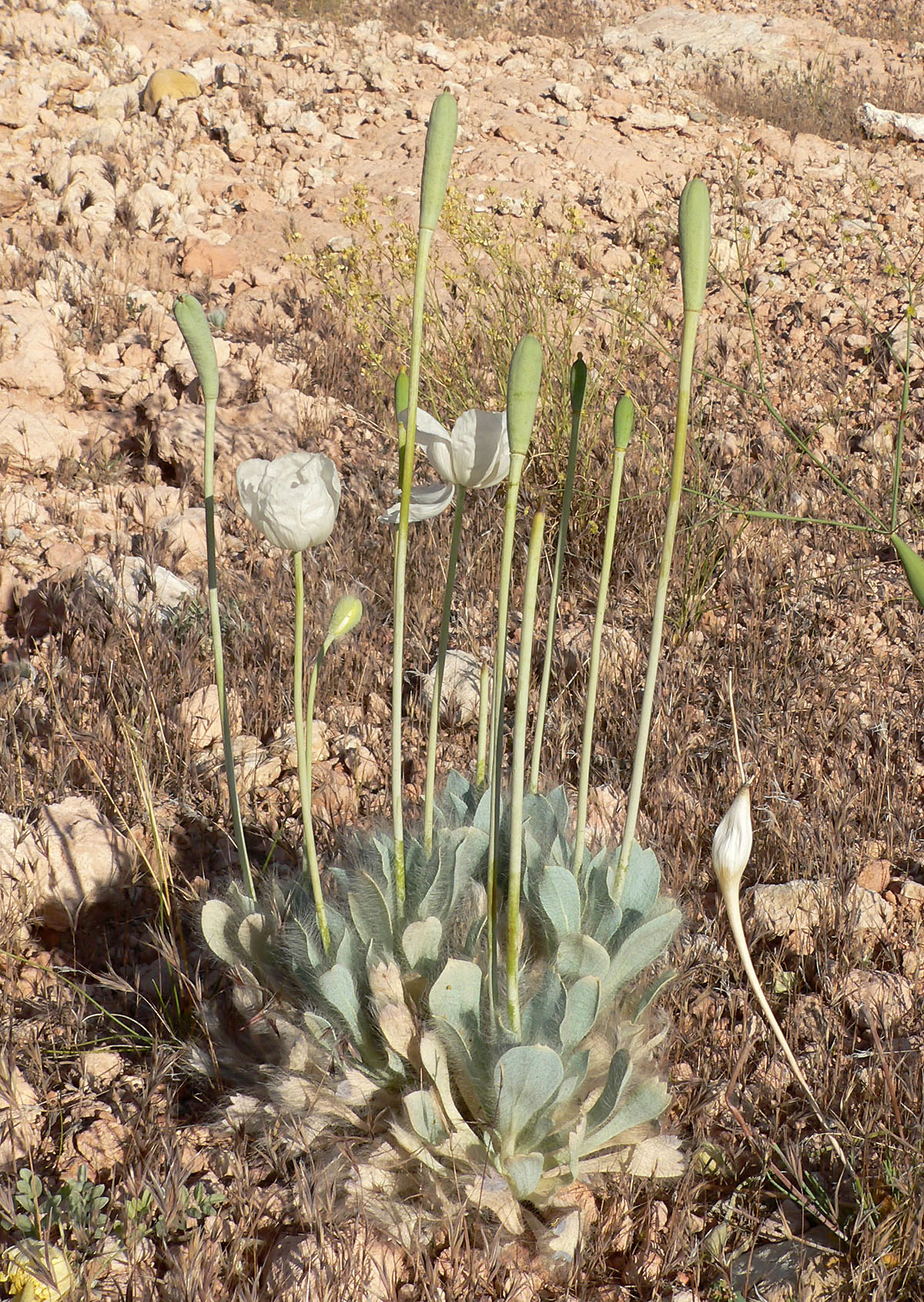
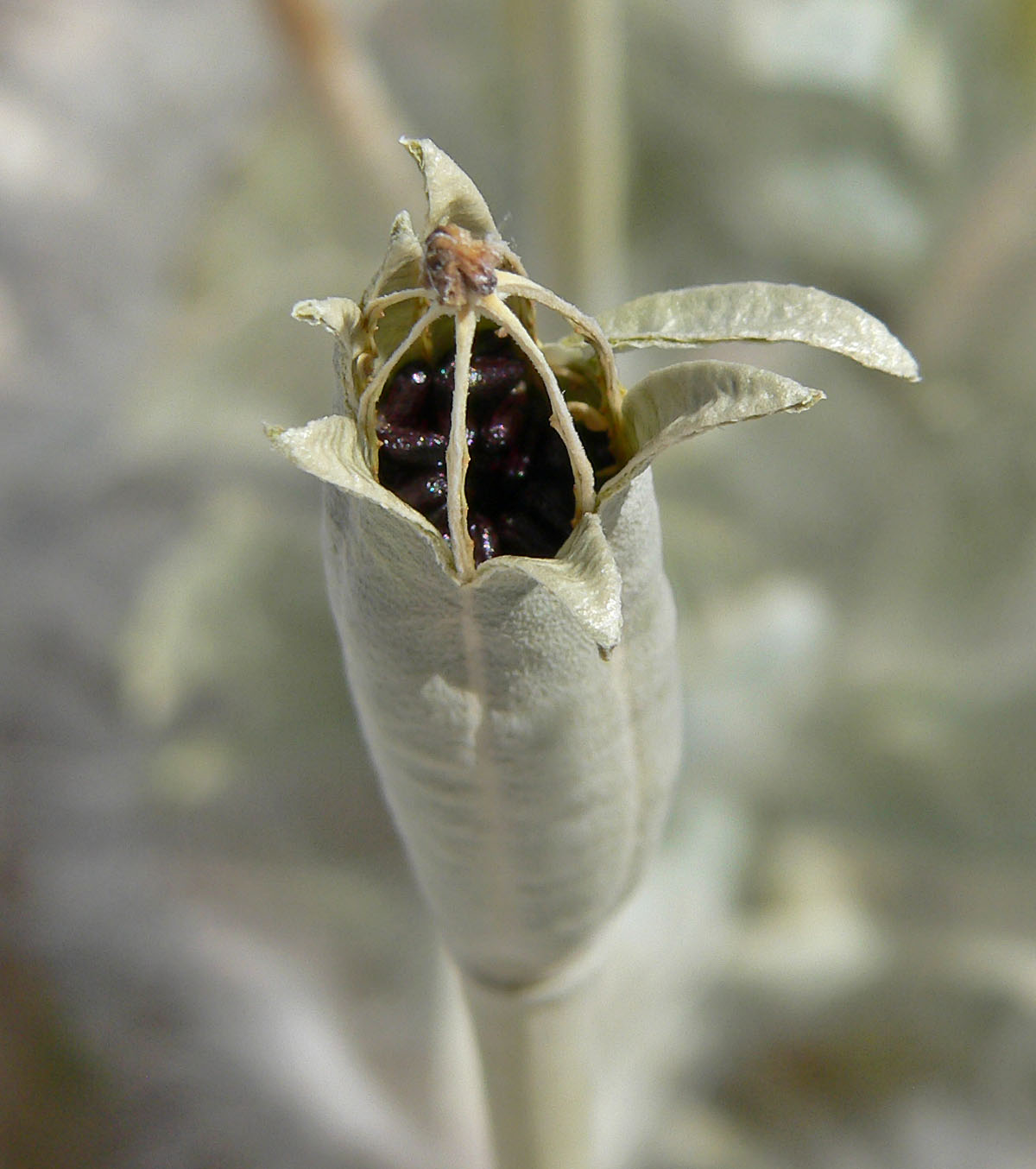
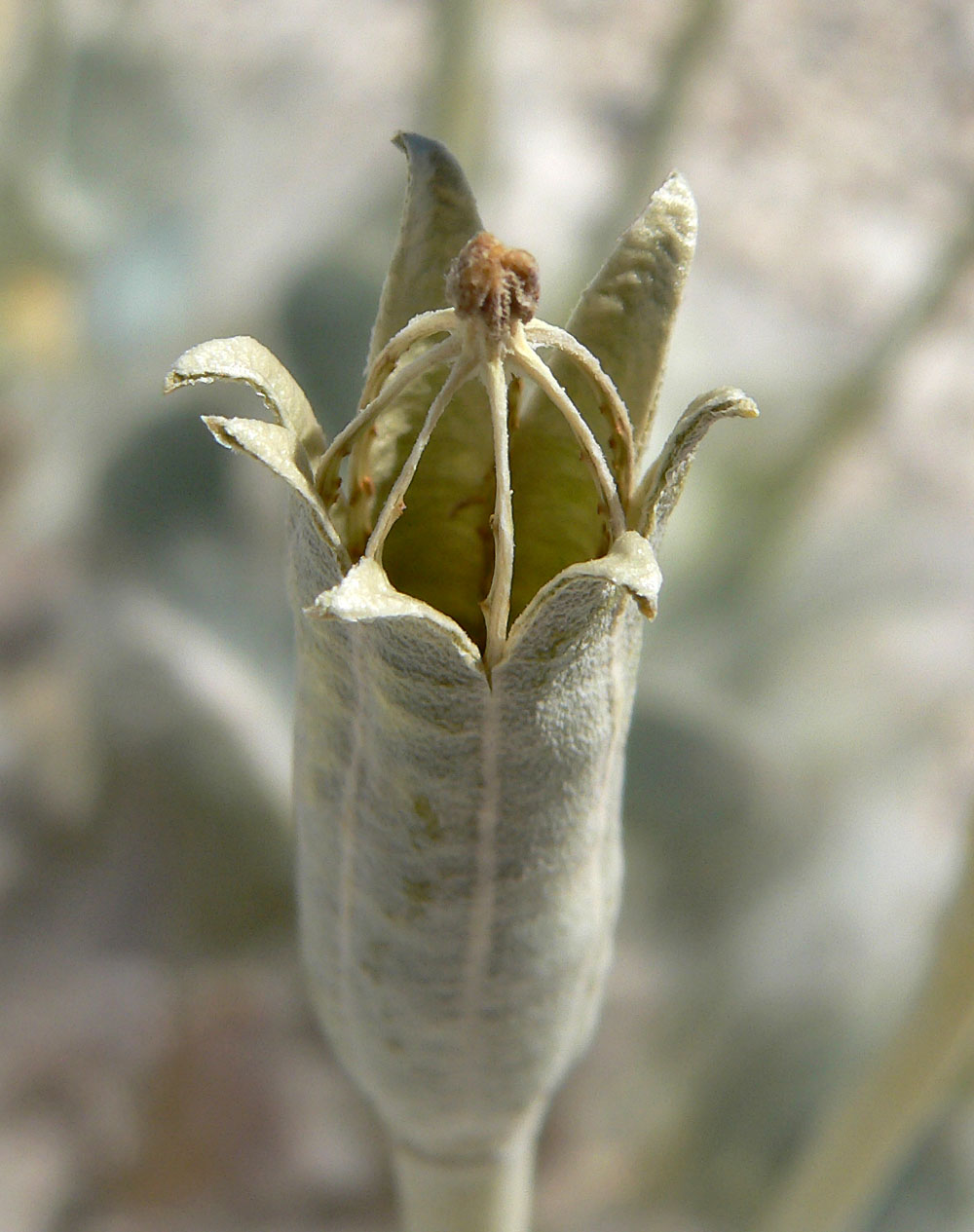
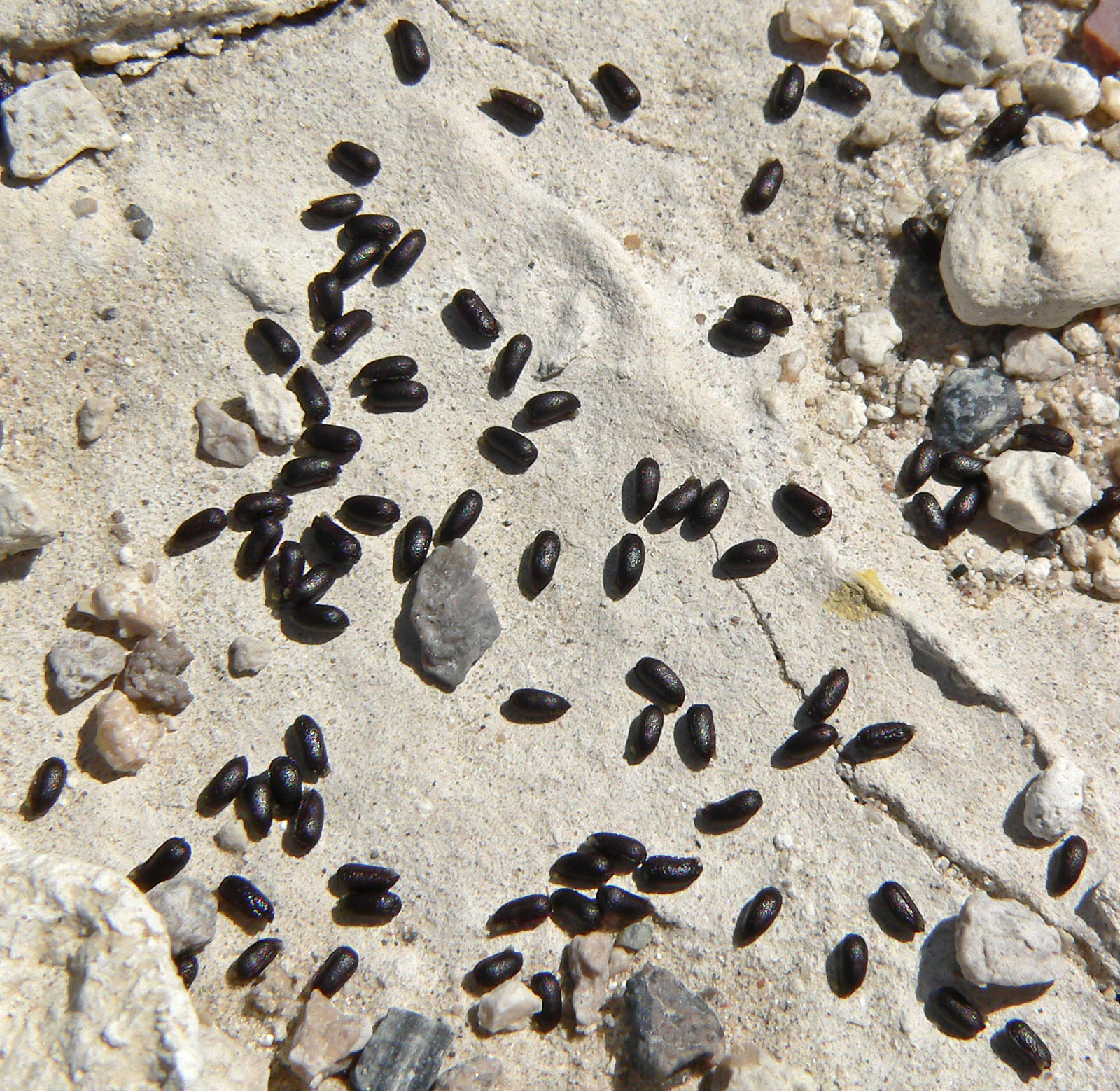
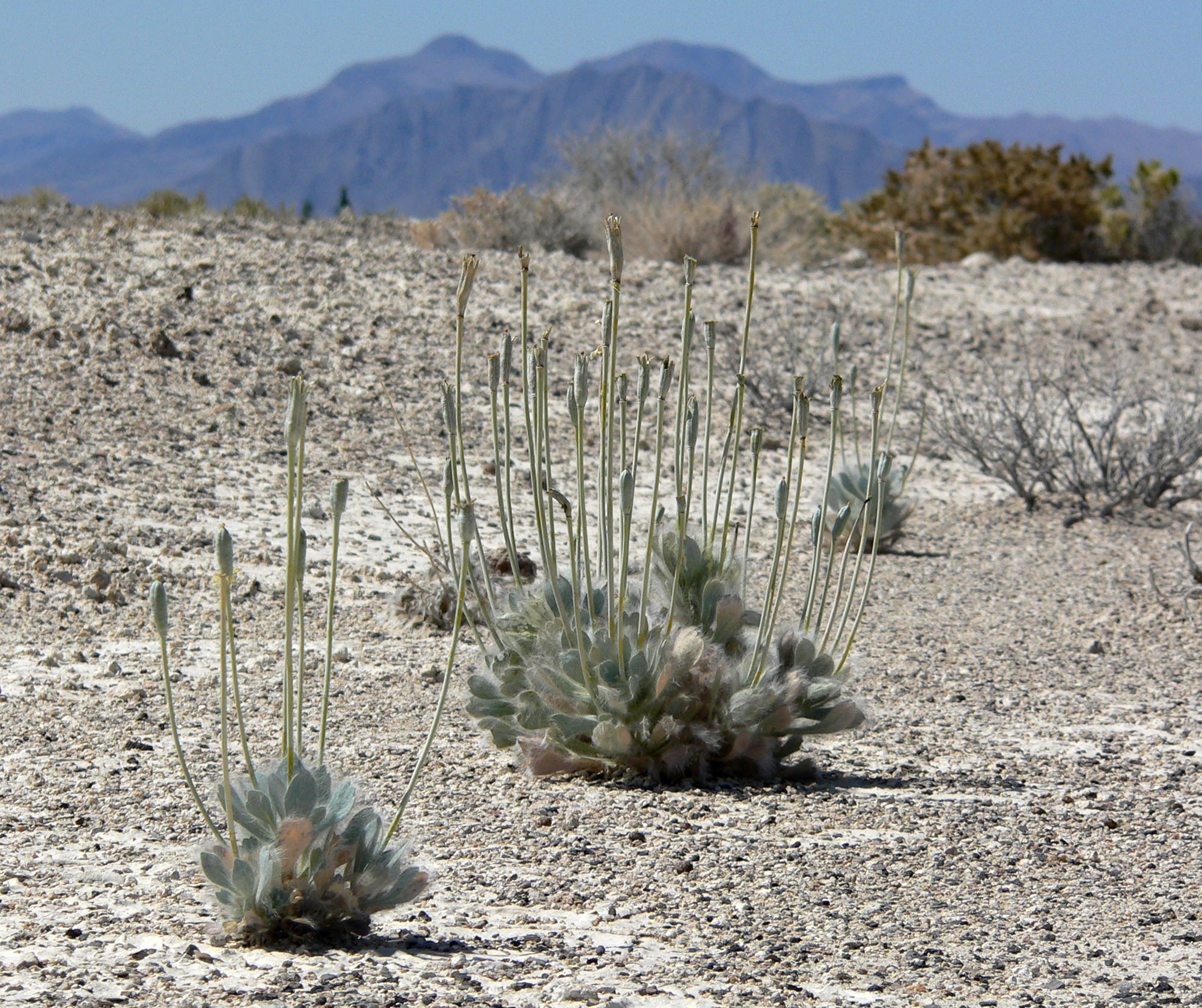
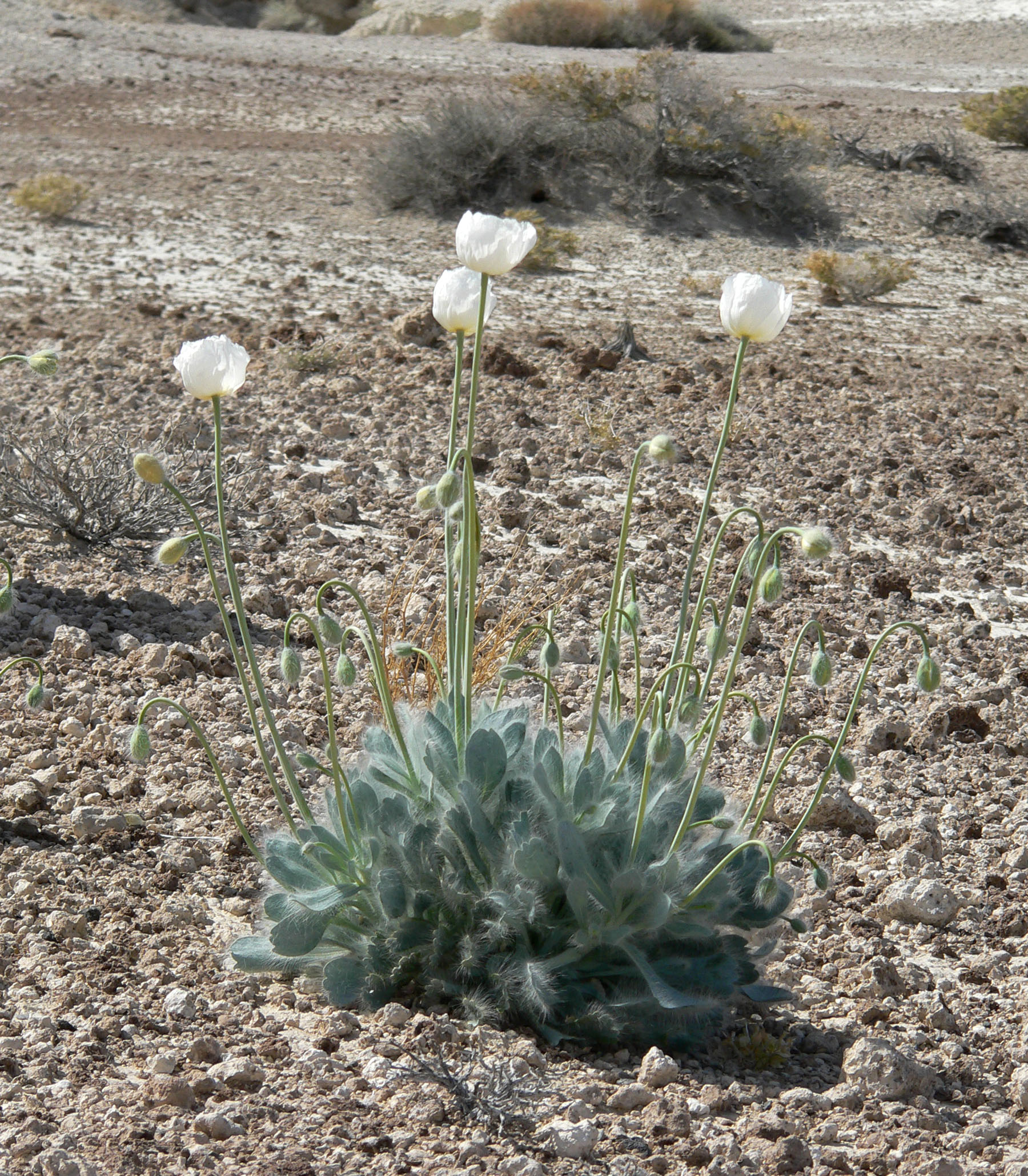